# Unkei (cràter)
Unkei és un cràter d'impacte en el planeta Mercuri de 121 km de diàmetre. Porta el nom de l'escultor japonès Unkei (c. 1148-1223), i el seu nom va ser aprovat per la Unió Astronòmica Internacional el 1976.